# Hack Day
Hack Day是一项活动，旨在将开发者、设计师和有创意的人聚集在一起，共同创建新的项目或解决实际问题。在全球范围内，有许多组织者举办此类活动，其中有些将其称为Open Hack Day、Over The Air、Mashed08等。比如Yahoo!为了区分自己的活动，起名叫做Open Hack Day；还有些组织者，会起一些更贴切兴趣领域的名字，比如“Over The Air”；还有些更深奥的，比如“Mashed08”。在中国，由HTML5研究小组发起的Hack Day活动，命名为HTML5 Code Jam。而在中国则被称为HTML5 Code Jam。
2008年，BBC Hack Day（也叫Mashed08 ）在Alexandra Palace举办，开场的时候有来自 NASA、Yahoo! Developer Network 和backstage.bbc.co.uk的演讲。有时候会有娱乐节目，比如在加利福尼亚的Sunnyvale举办的Yahoo! Hack Day，Beck就做了演出。2007年，BBC Hack Day最后一天的晚上，The Rumble Strips也做了表演。
2009年，Yahoo!在台北举办的Open Hack Day，邀请了“Hack Girls”作表演，遭到了很多投诉。Yahoo!在博客上发表了一篇文章，对这件事情可能带来的恶果进行道歉。
2005年11月8日，Yahoo!在公司内部举办了世界第一场Hack Day活动。同样是Yahoo!，于2006年9月29日－30日，在加利福尼亚的桑尼维尔举办了Yahoo! Campus，这是对外公开的第一次Hack Day活动，Beck在这场活动中还做了演出。

## Hack Day一览

### Global Game Jam
GGJ会将你那里有才能的人们召集在一起，由IGDA（国际游戏开发者协会）主办。这是一个独特的机会，大家同心协力，磨砺自己的技艺，为自己的工作提出挑战。参与活动的人与全世界的游戏同好一起工作。我们为一个共同的理想而奋斗，在48小时内创造出一款游戏。我们希望大家能在这次活动中创造出一些极具潜力的原型概念，并在活动结束后仍然会不断完善，发展这些原型概念，让它们成为自己今后工作的内容和方向。我们在2009年开发出的许多游戏都成为了广受赞扬的游戏产品。GGJ是一个开放资源，是跨越不同硬件和软件的合作，它的一切制作项目都受到Creative Commons（知识共享组织）的授权保护。我们鼓励人们尝试新的创意，并在合理的条件下推动他们为此而努力。当然，我们也鼓励参与者们在活动中合理地吃饭睡觉，好维持自己的体力在最佳状态。2011年，Global Game Jam首次登陆上海，由Coconut Island Studio承办。

### Shanghai Game Jam
由Coconut Island Studio组办，上海地区性的Game Jam活动，2011年7月22日，作为上海游戏制作节的一个环节，举办了第一届。

### HTML5 Code Jam（页面存档备份，存于）
HTML5 Code Jam的灵感来自于Global Game Jam，由HTML5研究小组主办。该活动的宗旨，就是将Game Jam中“激发创意、展示激情、团队合作、快速开发“的精髓和HTML5技术的推广相结合，面向所有对Web技术感兴趣的朋友，让大家可以有机会在48小时内，创造一款自己的游戏。游戏的品质也许无法保证，但是整个策划、开发、合作的过程，将带给参加者非同一般的体验。同时，希望通过这个活动，展示出HTML5更多新奇好玩的特性。截至目前，HTML5 Code Jam已经举办了3期。
| 第1期 | 2011.09.17 | 2011.09.18 | 北京 |
| 第2期 | 2011.10.22 | 2011.10.23 | 上海 |
| 第3期 | 2011.11.26 | 2011.11.27 | 北京 |

## 外部资料
- Yahoo! Open Hack Day官方网站，最后一次于2011年6月30日在印度的班加罗尔举办。
- Lanyrd.com上的Hack Day活动

## 相关條目
- Hackathon
- BarCamp
- Unconference
- SuperHappyDevHouse
- Music Hack Day
- SAPO Codebits

## 延伸阅读
- HTML5 Code Jam经验分享——Just Do It（来自热血足球队）Archive.today的存檔，存档日期2013-04-27
- 北京#HTML5 Code Jam#Magic Caster队感言Archive.today的存檔，存档日期2013-04-27
- HTML5 Code Jam经验分享——”坑爹”塔防诞生记“This is Code Jam”Archive.today的存檔，存档日期2013-04-27
- HTML5 Code Jam经验分享——珂德队记事简要Archive.today的存檔，存档日期2013-04-27
- HTML5 Code Jam经验分享——IT’S COOL!!!（来自Rich团队）Archive.today的存檔，存档日期2013-04-27
- 北京9月17-18日HTML5 Code Jam感言:Just Do ItArchive.today的存檔，存档日期2013-04-27
- 上海站22-23#HTML5 Code Jam#专题报道Archive.today的存檔，存档日期2013-04-27
- HTML5 Code Jam是怎样炼成的？！Archive.today的存檔，存档日期2013-04-27